# Gemeinschaftsmesse
Als Gemeinschaftsmesse, auch Chormesse oder Missa dialogata (Dialogmesse), bezeichnete man eine Gottesdienstform in der deutschsprachigen römisch-katholischen Liturgie, in welcher die tätige Teilnahme (Participatio actuosa) der ganzen Gottesdienstgemeinde bei der heiligen Messe stärker betont wurde, als es bis dahin üblich war. Wichtiges Instrument war die Verwendung der Volkssprache für gemeindliche Elemente der Messfeier zusätzlich und parallel zum Latein der priesterlichen Liturgie. Die Gottesdienstform entstand ab den 1920er-Jahren und führte zur Gemeindemesse, die durch die Liturgiereform des Zweiten Vatikanischen Konzils ab 1970 zur Grundform der Messfeier in der ganzen katholischen Kirche wurde.

## Entstehung und Bedeutung
Die Gemeinschaftsmesse war eines der Hauptanliegen der Liturgischen Bewegung in den 1920er- und 1930er-Jahren. Sie geht zurück auf Anregungen Romano Guardinis und der Benediktiner der Abtei Maria Laach unter Abt Ildefons Herwegen. In der Krypta von Maria Laach wurde 1921 erstmals die heilige Messe in dieser Form gefeiert. Der Klosterneuburger Augustiner-Chorherr Pius Parsch feierte ab 1922 sogenannte „Gemeinschaftsmessen“ in der Kirche St. Gertrud (Klosterneuburg), bei denen Teile der Messe vom Volk in deutscher Sprache gesungen wurden. Erste pfarrliche Gemeinschaftsmessen gab es ab 1928 in der Kölner Pfarrgemeinde St. Aposteln. Die kirchlichen Jugendverbände, besonders Quickborn, Bund Neudeutschland (ND) und Katholischer Jungmännerverband (KJMV), griffen diese Praxis auf und multiplizierten sie. Eine wichtige Funktion hatten dabei Laien-Messbücher wie der „Schott“ („Volks-Schott“) und das 1927 erstmals erschienene „Volksmessbuch“ von Urbanus Bomm sowie das 1928 von Ludwig Wolker erstmals herausgegebene Heft Kirchengebet für den Gemeinschaftsgottesdienst, das in kurzer Zeit eine weite Verbreitung über den Bereich der Jugendarbeit hinaus erfuhr. Auch wenn die Gemeinschaftsmesse in einigen Diözesen verboten wurde, wurde sie ab 1933 eine zunehmend verbreitete Praxis. Die Bischöflichen Richtlinien zur katholischen Seelsorge von 1936 erklärten, die Gemeinschaftsmesse sei „für den Gottesdienst der Jugend kirchenamtlich geboten“. Am 24. Dezember 1943 beschied der Heilige Stuhl eine Eingabe von Adolf Kardinal Bertram positiv, in der dieser für die verschiedenen Formen der Gemeinschaftsmesse in Deutschland die päpstliche Duldung beantragt hatte („benignissime toleretur“).
Nach dem Zweiten Weltkrieg wurde die Gemeinschaftsmesse gängige Praxis in vielen katholischen Kirchen im deutschen Sprachraum. Das Zweite Vatikanische Konzil griff diese Entwicklung in seiner Konstitution Sacrosanctum Concilium vom 4. Dezember 1963 auf, und die nachfolgende Liturgiereform von 1969 machte diese Gottesdienstformen – neben Pontifikalamt und Konventsmesse – als Gemeindemesse (Missa cum populo) zur geltenden und häufigsten Form der Messfeier in der ganzen katholischen Kirche.

## Die Messe nach dem „Tridentinischen Ritus“
Die vorgeschriebene Form war bis zum Zweiten Vatikanischen Konzil die ab etwa 1965 so genannte „Tridentinische Messe“, im Kern nach dem Messbuch von 1570. Der Opfercharakter stand deutlich im Mittelpunkt. Für den „gültigen“ Vollzug der Messe war wichtig, dass der Priester alle vorgeschriebenen Gebets- und Lesungstexte lateinisch vollständig rezitierte oder sang. Er „las“ die Messe leise mit dem Rücken zum Volk (Missa lecta „Lesemesse“). Wenn er sich bei den Akklamationen (z. B. Dominus vobiscum) umwandte, antworteten nur die Ministranten (z. B. Et cum spiritu tuo). Die Gläubigen schwiegen in der „stillen Messe“ (Missa secreta) oder beteten leise oder auch gemeinsam den Rosenkranz oder eine „Messandacht“, die meditativ-assoziativ das Geschehen am Altar begleitete. Bei der „Singmesse“ wurden gemeinsam Lieder gesungen, in denen textlich die Zeit im Kirchenjahr und die Thematik des Messopfers anklang (etwa die verbreitete Deutsche Messe von Franz Schubert). In der Missa cantata („gesungene Messe“, häufig auch „Hochamt“ genannt) sang der Priester die Akklamationen lateinisch im Wechsel mit einer Choralschola oder dem Chor oder auch der Gemeinde, an die Stelle der Gebete und Lieder der Gemeinde konnten auch Chorstücke treten. Während der Einsetzungsworte (der „Wandlung“) und der Elevation der Eucharistischen Gaben von Brot und Wein, angekündigt durch ein Schellenzeichen, herrschte Stille.

## Formen der Gemeinschaftsmesse
Die Gemeinschaftsmesse hatte die liturgischen Vorschriften für den gültigen Vollzug der heiligen Messe – in der Regel die Missa lecta – zu wahren. Gleichzeitig wurde der Wunsch nach einer aktiven Teilhabe der Gottesdienstgemeinde an der Messe im „Geist der Liturgie“ (nach einer bekannten, 1918 erschienenen Schrift von Romano Guardini) verwirklicht. Ziel war „das Ideal der einheitlichen Gemeinde des Wortes und Mahles Christi“ und „die Gläubigen durch engen Anschluß an die Texte des Priesters näher auch an seine Feier heranzuführen und … in den unmittelbaren Bezug einer einheitlichen Handlung zu bringen“.

### Grundform
Bei der Gemeinschaftsmesse wurden die Messtexte, die der Priester am Altar weiterhin leise lateinisch rezitierte, auf Deutsch vorgetragen oder gesprochen. Dafür wurden verschiedene liturgische „Rollen“ akzentuiert:
- Der Lektor las die Epistel und das Evangelium, nachdem der Priester die einleitende Akklamation dazu gesprochen hatte. Der Priester sprach Epistel und Evangelium gleichzeitig leise lateinisch.
- Der Vorbeter fungierte als „Stimmführer“ der Gemeinde und stimmte die gemeinsam gesprochenen Texte (Gloria, Credo, Sanctus, Vaterunser, Agnus Dei) an, bei anderen Teilen der heiligen Messe war er gewissermaßen „Dolmetscher des Priesters“ und sprach die Orationen und die Präfation parallel zum leisen Beten des Priesters laut auf Deutsch.
- Die Schola konnte die Propriumstexte sprechen oder singen, wenn an der Stelle kein Gemeindelied gesungen wurde.

Im unmittelbaren Wechselbezug mit dem Priester sprach die ganze Gemeinde meist das Kyrie auf Griechisch und die Akklamationen auf Lateinisch.

### Betsingmesse
In der Betsingmesse wurden Gemeindelieder gesungen, doch folgte sie der Struktur und den Texten der heiligen Messe stärker als die geläufige „Singmesse“. Zunächst wurden Teile des Propriums in der Form deutscher Lieder gesungen, und zwar zum Einzug und während der Priester das Stufengebet sprach, bei der Opferbereitung, während der Kommunionausteilung und zum Schluss. Die Texte des Ordinariums wurden wie in der Grundform im Wechsel zwischen Vorbeter und Gemeinde gesprochen. Auch für das Ordinarium wurden zunehmend deutsche Gesangsformen entwickelt oder Lieder bestimmt. Gleichzeitig wurden alle Texte jedoch nach wie vor auf Latein vom Priester gesprochen. Die Doppelgleisigkeit von priesterlichem und gemeindlichem Handeln wurde noch nicht überwunden.

### Missa recitata und Volkschoralamt
Eine Sonderform der Gemeinschaftsmesse war die Missa recitata („Rezitierte Messe“), bei der alle Ordinariumstexte und das Pater noster mit dem Priester auf Griechisch bzw. Lateinisch gesprochen wurden. Diese Form erforderte eine geschulte Gemeinschaft und wurde etwa bei Messfeiern von Jugendverbänden wie Quickborn und Bund Neudeutschland praktiziert, deren Mitgliederschaft sich aus Gymnasiasten rekrutierte.
Ähnlich wurden im Volkschoralamt, der Messfeier mit Gregorianischem Choral, Ordinarium, Pater noster und Akklamationen von allen gesungen, das Proprium von der Choralschola. Eine wichtige Rolle spielte dabei ab 1932 die Herausgabe des „Kyriale“ für das Volk im Zusammenhang mit dem Schott-Volksmessbüchern, das große Verbreitung fand und dazu führte, dass nicht nur in der Jugendarbeit, sondern bald auch in vielen Pfarrgemeinden das sonntägliche Hochamt mit Beteiligung der Gemeinde auf Lateinisch gesungen werden konnte.

## Deutscher Einheitstext
Die deutsche Textgrundlage für die gemeinsam zu sprechenden Teile der heiligen Messe war 1928 von einem Arbeitskreis erarbeitet worden, der sich auf private Initiative des Kölner Pfarrers Joseph Könn in dessen Pfarrhaus an St. Aposteln in Köln unter Leitung des Generalpräses der Katholischen Jungmännervereine Deutschlands, Ludwig Wolker, traf. Joseph Könn war es gelungen, alle zur Mitarbeit zu gewinnen, die sich zu dem Zeitpunkt um die Erarbeitung deutscher Messtexte bemühten, so die Benediktinerabteien Beuron und Maria Laach, das liturgische Zentrum der Katholischen Jugend Deutschlands in Haus Altenberg, das Chorherrenstift Klosterneuburg mit P. Pius Parsch und weitere Experten wie den Jesuiten P. Josef Kramp. Bis dahin hatten die Diözesen in ihren Gesangbüchern unterschiedliche Übersetzungen der lateinischen Messtexte.
Die einheitlichen Texte wurden in der Ausgabe von 1930 des von Ludwig Wolker herausgegebenen Gebetbuchs Kirchengebet erstmals veröffentlicht, das in mehreren Auflagen millionenfach verbreitet wurde. Es bot Stufengebet, Gloria, Credo, Suscipiat, Sanctus, Pater noster, Agnus Dei und Domine, non sum dignus zweisprachig lateinisch und deutsch, Kyrie griechisch, die Akklamationen lateinisch und die Priestergebete, vor allem den Canon missae deutsch.
1943 übernahm eine Liturgische Kommission beim Liturgischen Referat der Fuldaer Bischofskonferenz diese Textfassung in eine amtliche Ausgabe der Messtexte, die vom deutschen Episkopat gebilligt wurde. Entstanden war ein „tatsächlich überall rezipierter Einheitstext“, der in die aktuellen Volksmessbücher und Diözesangesangbücher übernommen wurde und sich einbürgerte. Er blieb bis Mai 1971 der gültige deutsche Einheitstext für den Ordo Missae und den Kanon der deutschen Messe und wurde dann zugunsten von ökumenisch angeglichenen Texten teilweise verändert.